# Турнебю
Турнебю́ (фр. Tournebu) — коммуна во Франции, находится в регионе Нижняя Нормандия. Департамент коммуны — Кальвадос. Входит в состав кантона Тюри-Аркур. Округ коммуны — Кан.
Код INSEE коммуны — 14703.

## Население
Население коммуны на 2010 год составляло 376 человек.
| 1962 | 1968 | 1975 | 1982 | 1990 | 1999 | 2010 |
| ---- | ---- | ---- | ---- | ---- | ---- | ---- |
| 289  | 297  | 286  | 276  | 309  | 295  | 376  |

## Экономика
В 2010 году среди 238 человек трудоспособного возраста (15—64 лет) 184 были экономически активными, 54 — неактивными (показатель активности — 77,3 %, в 1999 году было 71,0 %). Из 184 активных жителей работали 170 человек (93 мужчины и 77 женщин), безработных было 14 (3 мужчин и 11 женщин). Среди 54 неактивных 12 человек были учениками или студентами, 24 — пенсионерами, 18 были неактивными по другим причинам.